# Hardifort
Hardifort é uma comuna francesa na região administrativa de Altos da França, no departamento do Norte. Estende-se por uma área de 6.14 km². Em 2010 a comuna tinha 393 habitantes (densidade: 64 hab./km²).